# Tomás Romero Pereira
Tomás Romero Pereira (Encarnación, 4 de outubro de 1886 — Assunção, 12 de agosto de 1982) foi um arquiteto e político paraguaio, sendo o 47° presidente interino do Paraguai de 8 de maio de 1954 a 15 de agosto de 1954, após um golpe de Estado que derrubou o seu antecessor, Federico Chaves.

## Vida
Nasceu na cidade de Encarnación, filho de Emilio (ou Emiliano) Romero, de Corrientes e Rosa Isabel Pereira, moradora desta cidade onde ocorreu a Guerra do Paraguai.
Ele se formou com uma medalha de ouro no Colégio Nacional da Capital. Ele continuou seus estudos no Colégio Militar da Nação. Posteriormente estudou em arquitetura na Universidade de La Plata. Ele também completou uma especialização em Paris, na França.
Ele assinou o Livro Vermelho para ingressar no Partido Colorado (ANR-PC) enquanto estava no exílio com o general Bernardino Caballero. Ele foi o embaixador do Paraguai no governo francês. Em seu retorno da França, ele assumiu a presidência do Partido Colorado com o governo nas mãos do Partido Liberal. Quando ocorreu a Guerra do Chaco (1932-1935),  ele chamou seus co-religiosos para deixar de lado as diferenças e se juntar à defesa nacional e imediatamente se apresentou ao presidente Eusebio Ayala para solicitar sua incorporação ao Exército Paraguaio. O chefe do exército, então general José Félix Estigarribia, decide nomeá-lo chefe de inteligência do Estado Maior.
No início dos anos 50, ele voltou a assumir a presidência de seu partido. Após a derrubada do presidente Federico Chaves, em 4 de maio de 1954, por um movimento liderado pelo coronel Stroessner, o Paraguai passou quatro dias em uma situação de acefalia, enquanto intensas negociações políticas foram realizadas, após as quais Romero Pereira finalmente assumiu como presidente provisório até as eleições de agosto. Seu mandato terminou em 15 de agosto de 1954, quando entregou o cargo para Alfredo Stroessner.
Tomás Romero Pereira faleceu em Assunção, em 12 de agosto de 1982, aos 95 anos.